# Himmeli

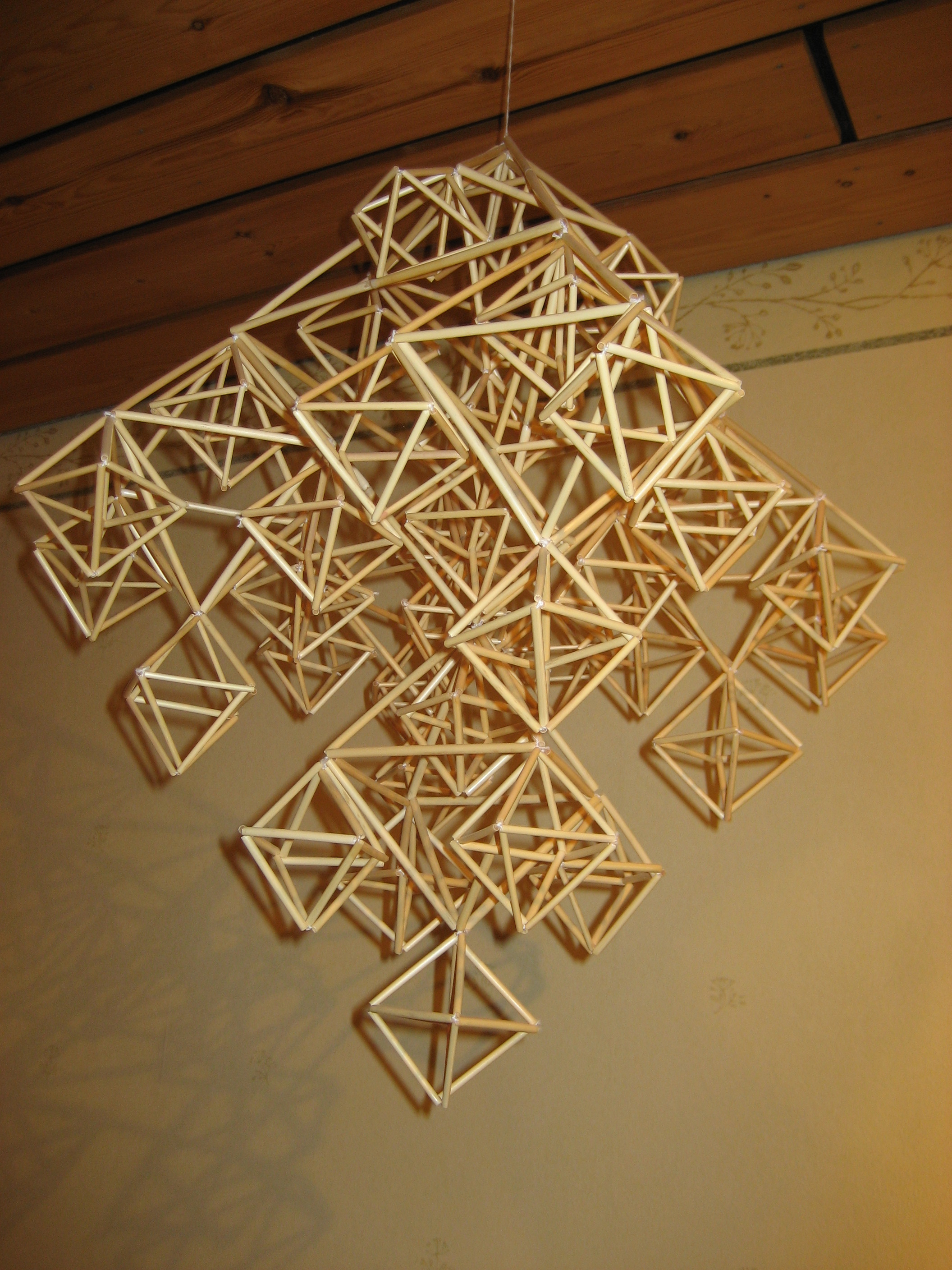
Bilden visar en större takkrona i himmeliteknik.

Himmeli är en traditionell finsk hantverksteknik för att göra prydnadsföremål av halm.
Himmeli kan jämföras den svenska hantverkstekniken för att göra halmkronor, kallade oro, som även det är en sorts hängande prydnadsföremål av råghalm. Ordet Himmeli är finska, men har sin rötter i tyskans ord för himmel.
Med himmelitekniken kan geometriska dekorationer göras av halm, företrädesvis råghalm, och snöre. Även andra material kan användas. Ett himmeliföremål är i regel en hängande dekoration och är i Finland särskilt vanligt som juldekoration. Genom att trä tråden genom den ihåliga halmen, och sedan knyta samman trådarna, kan man sätta samman halmstråna i olika former. Dessa kan sedan bindas samman till komplexare strukturer, och på så sätt växer prydnadsföremålet fram av olika geometriska former. Tekniken används särskilt för göra takkronor, men även andra föremål kan tillverkas.
Hantverksformen är särskilt populär i de sydvästra delarna av Finland, men förekommer i hela landet. Himmeli är, förutom i Finland, traditionellt sett även känt i Centraleuropa. I modern tid har hantverksformen spridit sig även till andra länder, däribland till Sverige.